# São Manços (Évora)
São Manços is een plaats (freguesia) in de Portugese gemeente Évora en telt 1016 inwoners (2001).